# Guermeur (Révolution française)
Pour les articles homonymes, voir Royou et Guermeur.
Ne doit pas être confondu avec Jacques Tanguy Marie Guermeur.
Claude-Michel Royou dit Guermeur, né le 2 octobre 1758 au château de Pont-l'Abbé et mort vers 1858 à Saint-Domingue, est un révolutionnaire français, un des délégués du Comité de salut public.

## Biographie
Ayant choisi le même patronyme qu'un autre personnage de la Révolution française mais en réalité en rapport avec une propriété rurale appartenant à sa famille,, de nombreux historiens les confondent et attribuent à l'un ce qui est du ressort de l'autre en interprétant une lettre de Prieur de la Marne lue à la Convention le 28 décembre 1793.
Claude-Michel Royou est né à Pont-l'Abbé en 1758. Il est le douzième et avant-dernier enfant de Jacques-Corentin Royou, sieur de Penanreun, procureur fiscal de l'ancienne baronnie de Pont-l'Abbé et de Catherine-Louise Campion. Il est ainsi le frère de l'abbé Royou et de Jacques-Corentin Royou et le cousin d'Élie Fréron.
Fidèle de Marat et de Danton, il devient membre de la Commune de Paris et se fait connaître en écrivant des pamphlets royalistes. Réfugié à Londres, il revient à Paris en 1789. Commissaire du Comité de salut public à Quimper (1792), il lui est conféré d’importants pouvoirs visant à la poursuite de la vente des biens nationaux et à la levée en masse des patriotes.
Arrêté en 1793,, il s'enfuit à Saint-Domingue où sa trace se perd. Dans l'acte de décès de sa fille Aimée Royou, il est indiqué que le 20 janvier 1858 il est encore vivant mais absent des obsèques.
Dans le roman de Jules Verne Le Comte de Chanteleine (chapitre V), le personnage de Karval l'accompagne.